# 世紀の女王
『世紀の女王』（せいきのじょおう、原題・英語: Bathing Beauty）は、1944年に製作・公開されたアメリカ合衆国の映画である。ジョージ・シドニーが監督、レッド・スケルトンとエスター・ウィリアムズらが出演した。本作ではウィリアムズが初めてテクニカラー撮影作品で「水中レビュー」を披露している。

## キャスト
- スティーヴ・エリオット：レッド・スケルトン
- キャロライン・ブルックス：エスター・ウィリアムズ
- ジョージ・アダムス：ベイジル・ラスボーン
- ザビア・クガート
- ハリー・ジェイムス

## スタッフ
- 監督：ジョージ・シドニー
- 製作：ジャック・カミングス
- 脚本：ドロシー・キングスレー、アレン・ボレッツ
- 音楽監督：ジョニー・グリーン
- 撮影：ハリー・ストラドリング
- 編集：ブランチ・シューエル
- 美術監督：セドリック・ギボンズ
- 装置：エドウィン・B・ウィリス
- 衣裳：アイリーン、アイリーン・シャラフ
- 録音：ダグラス・シアラー